# Medophron leiopleurum
Medophron leiopleurum là một loài tò vò trong họ Ichneumonidae.